# Metropolia Hartford

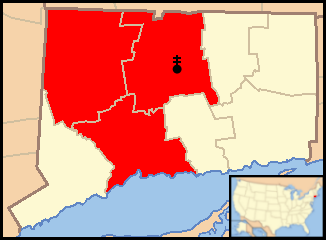
Metropolia Hartford

Metropolia Hartford – metropolia Kościoła rzymskokatolickiego obejmująca Fishers Island i północną część Long Island, oraz w całości stany Connecticut i Rhode Island w Stanach Zjednoczonych.
Katedrą metropolitarną jest katedra św. Józefa w Hartford.

## Podział administracyjny
Metropolia jest częścią regionu I (CT, MA, ME, NH, RI, VT)
- Archidiecezja Hartford
- Diecezja Bridgeport
- Diecezja Norwich
- Diecezja Providence

## Metropolici
- Henry J. O'Brien (1945–1969)
- John F. Whealon (1969–1991)
- Daniel Cronin (1992–2003)
- Henry Mansell (2003–2013)
- Leonard Blair (2013–2024)
- Christopher Coyne (od 2024)